# I. Cirill konstantinápolyi pátriárka
I. Cirill, vagy Kürillosz Lukarisz (Kandida, 1572. november 13. – 1638. június 27.) alexandriai görög pátriárka III. Cirill néven 1601-től 1620-ig; majd konstantinápolyi pátriárka 1620-tól 1623-ig, 1623-tól 1633-ig, 1633-tól 1634-ig, 1634-től 1635-ig, és 1637-től 1638-ig. Arról nevezetes, hogy megpróbálta bevezetni – sikertelenül – a reformációt az ortodox kereszténységben.

## Élete
A görög Cirill fiatalon a Padovai Egyetemen folytatott tanulmányokat, majd Genfbe látogatott el, és ott megismerkedett a kálvinizmussal. Ezután visszament Keletre, és Alexandriában pappá szenteltette magát. Később Litvániába jött, és a vilnai iskola igazgatójaként elsősorban főleg azon fáradozott, hogy a ruszinok készülő ortodox–katolikus egyházi egyesülését megakadályozza. Mivel nem járt sikerrel, visszatért Alexandriába, ahol 1602-ben pátriárkává választották.
Közel 20 évnyi pátriárkátus után, 1621-ben Cirill elnyerte a konstantinápolyi patriárkai széket. Mivel nem titkolta a kálvinizmussal rokon nézeteit, egy konstantinápolyi zsinat hamarosan letette tisztségéből, és a török kormány segítségével Rodosz szigetére száműzette. Az angol és németalföldi (holland) követek néhány hónap múlva nagy mennyiségű pénz megfizetésével újra visszaszerezték méltóságát, Cirill pedig – ezek támogatásával – annál bátrabban folytatta munkáját. Nézetei miatt másodszor, harmadszor, és negyedszer is letétették az ortodox körök a pátriárkátus éléről, de hatalmas pártfogói segítségével Cirill újra és újra visszaszerezte tisztségét, és tovább dolgozott az ortodox egyház megrefomálásán. Amikor ötödszörre is trónfosztották és száműzték, a janicsárok – minthogy Cirillt fölségárulással is megvádolták – útközben megfojtották és holttestét a Fekete-tengerbe dobták.